# Francesco Saverio Cristiani
Francesco Saverio Cristiani OESA (auch Cristiani Cristiano Saverio; * 9. Januar 1729 in Monte Granaro; † 3. Januar 1800 ebenda) war ein italienischer Kurienbischof und Sakristan des Apostolischen Palastes.

## Leben
Nachdem er in den Orden der Augustinereremiten eingetreten war, zeigte er eine große Begabung für die Theologie. Die Priesterweihe empfing er am 30. November 1751 und wurde am 31. Januar 1764 Mitglied des Kollegiums der Theologen. Danach wurde er Magister der Theologie und war ab 1769 Dozent für Theologie an der Universität Bologna, dies blieb er, neben seinen weiteren Ämtern, bis zu seinem Tode. Von 1773 bis 1782 war er Prior des Augustinerkonvents von San Giacomo in Bologna, von 1778 bis 1780 auch Provinzial der Augustinerprovinz Emilia. Als Prediger und Dichter genoss er hohes Ansehen.
Während Papst Pius VI. auf seiner Reise nach Wien am 8. März 1782 in Bologna Halt machte, wurde Francesco Saverio Cristiani vom Herzog von Parma als Präfekt der Apostolischen Präfektur und für das Bischofsamt vorgeschlagen. Daraufhin ernannte Pius VI. ihn am 23. September 1782 zum Titularbischof von Porphyreon. Die Bischofsweihe spendete ihm am 29. September desselben Jahres in der römischen Augustinerkirche Sant’Agostino in Campo Marzio der Kardinalbischof von Porto e Santa Rufina, Carlo Rezzonico (Jr.); Mitkonsekratoren waren Erzbischof Giuseppe Maria Contesini und Bischof Pier Luigi Galletti OSB. Schließlich wurde Francesco Saverio Cristiani von Pius VI. zum Sakristan des Apostolischen Palastes, zum Päpstlichen Hausprälaten und zum Päpstlichen Thronassistenten ernannt. Von Dezember 1790 bis März 1792 war er Mitglied einer Kommission der Römischen Inquisition, welche die Emser Punktation vom 25. August 1786 sowie die Beschlüsse der Synode von Pistoia, die vom 18. bis zum 28. September 1786 abgehalten wurde, untersuchen und verurteilen sollte. Die Arbeit dieser Kommission fand 1794 ihren Niederschlag in der päpstlichen Bulle Auctorem Fidei. Im April 1794 musste er, bereits erkrankt, mit Zustimmung des Papstes sein Amt als Apostolischer Prediger ruhen lassen, behielt allerdings das Amt des Sakristan des Apostolischen Palastes bei, das er bis zur ersten französischen Invasion ausübte. Im Jahr 1798, nach der Deportation von Pius VI., kehrte Francesco Saverio Cristiani nach Italien zurück und lebte in seiner Heimatstadt Montegranaro. Dort erlitt er einen Schlaganfall und starb am 3. Januar 1800. Die Biblioteca Angelica in Rom, deren Präfekt er gewesen war, wurde sein Alleinerbe.

## Veröffentlichungen
- Il tempio della felicità per l’augustissime nozze delle altezze reali Giuseppe Arciduca d’Austria... e della reale infante Donna Isabella di Borbone... Poema umiliato a sua altezza reale Don Filippo infante di Spagna, duca di Parma, Piacenza, Guastalla ecc, dal P. M. Reg. Cristian Saverio Cristiani Agostiniano. Pastore Arcade. Stamp. Monti, Parma 1760, in fol. parvo.
- Orationes panegyricae S. Petronii Episcopi et S. Catharinae Virg. et Mart.
- Christianus Xaverius Cristiani ordinis sancti Augustini orator egregius semel, iterum, ac tertio, triplici sed dispari proposito argumento subito semper aequo elegantissimo carmine cecinit 1. De Divina Gratia. 2. De Rosa ex Veneris Sanguine de alba in rubeam conversa. 3. De Cometis quaerendo. Ex Typographia Albritiana, Venedig 1759.